# Пеликан
Пеликан или несит (лат. Pelecanus) је род птица и једини представник монотипичне породице пеликани или несити (лат. Pelecanidae) из истоименог реда (лат. Pelecaniformes).

## Таксономија и систематика

### Етимологија
Род Pelecanus је први формално описао Лине 1758. године у десетом издању његовог дела Systema Naturae. Он је описао препознатљиве карактеристике као што је прав кљун смештен на врху, линеарних ноздрва, голо лице и потпуно спојена стопала. Ова рана дефиниција укључивала је Fregata, корморане и Sulidae, као и пеликане. Име потиче од античке грчке речи pelekan (πελεκάν), која је изведена из речи pelekys (πέλεκυς) са значењем „секира”. У класичним временима, ова реч се користила за пеликане и детлиће.

### Таксономија
Фамилију Pelecanidae је увео (као Pelicanea) франциски полихистор Константин Самјуел Рафинеск 1815. године. Пеликани су дали своје име реду Pelecaniformes који је имао разнолику таксономску историју. Тропске птице, анхинге, корморани, Morus, Sula, и Fregata, су традиционални чланови реда који су били рекласификовани: тропске птице у свој засебни ред, Phaethontiformes, и преостали у Suliformes. Уместо њих, чапље, ибиси, Platalea, чекићарке, и ципеларке су били пренети у Pelecaniformes. Молекуларна евиденција сугерише да ципеларке и чекићарке формирају сестринске групе пеликана, иако постоје извесне нејасноће у погледу тачних односа између три лозе.
|  | Чапље ()            |
|  |                     |
|  | Ибиси и кашикари () |
|  |                     |

|  | \| \| Чекићарке () \| \| \| \| \| \| Ципеларке () \| \| \| \| |
|  |                                                               |
|  | Пеликани ()                                                   |
|  |                                                               |
|  | Чекићарке ()                                                  |
|  |                                                               |
|  | Ципеларке ()                                                  |
|  |                                                               |

|  | Чекићарке () |
|  |              |
|  | Ципеларке () |
|  |              |

|  | Чапље ()            |
|  |                     |
|  | Ибиси и кашикари () |
|  |                     |

|  | \| \| Чекићарке () \| \| \| \| \| \| Ципеларке () \| \| \| \| |
|  |                                                               |
|  | Пеликани ()                                                   |
|  |                                                               |
|  | Чекићарке ()                                                  |
|  |                                                               |
|  | Ципеларке ()                                                  |
|  |                                                               |

|  | Чекићарке () |
|  |              |
|  | Ципеларке () |
|  |              |

|  | Чапље ()            |
|  |                     |
|  | Ибиси и кашикари () |
|  |                     |

|  | \| \| Чекићарке () \| \| \| \| \| \| Ципеларке () \| \| \| \| |
|  |                                                               |
|  | Пеликани ()                                                   |
|  |                                                               |
|  | Чекићарке ()                                                  |
|  |                                                               |
|  | Ципеларке ()                                                  |
|  |                                                               |

|  | Чекићарке () |
|  |              |
|  | Ципеларке () |
|  |              |

|  | Чапље ()            |
|  |                     |
|  | Ибиси и кашикари () |
|  |                     |

|  | \| \| Чекићарке () \| \| \| \| \| \| Ципеларке () \| \| \| \| |
|  |                                                               |
|  | Пеликани ()                                                   |
|  |                                                               |
|  | Чекићарке ()                                                  |
|  |                                                               |
|  | Ципеларке ()                                                  |
|  |                                                               |

|  | Чекићарке () |
|  |              |
|  | Ципеларке () |
|  |              |

|  | Чапље ()            |
|  |                     |
|  | Ибиси и кашикари () |
|  |                     |

|  | \| \| Чекићарке () \| \| \| \| \| \| Ципеларке () \| \| \| \| |
|  |                                                               |
|  | Пеликани ()                                                   |
|  |                                                               |
|  | Чекићарке ()                                                  |
|  |                                                               |
|  | Ципеларке ()                                                  |
|  |                                                               |

|  | Чекићарке () |
|  |              |
|  | Ципеларке () |
|  |              |

|  | Чапље ()            |
|  |                     |
|  | Ибиси и кашикари () |
|  |                     |

|  | \| \| Чекићарке () \| \| \| \| \| \| Ципеларке () \| \| \| \| |
|  |                                                               |
|  | Пеликани ()                                                   |
|  |                                                               |
|  | Чекићарке ()                                                  |
|  |                                                               |
|  | Ципеларке ()                                                  |
|  |                                                               |

|  | Чекићарке () |
|  |              |
|  | Ципеларке () |
|  |              |

|  | Чапље ()            |
|  |                     |
|  | Ибиси и кашикари () |
|  |                     |

|  | \| \| Чекићарке () \| \| \| \| \| \| Ципеларке () \| \| \| \| |
|  |                                                               |
|  | Пеликани ()                                                   |
|  |                                                               |
|  | Чекићарке ()                                                  |
|  |                                                               |
|  | Ципеларке ()                                                  |
|  |                                                               |

|  | Чекићарке () |
|  |              |
|  | Ципеларке () |
|  |              |

|  | Чапље ()            |
|  |                     |
|  | Ибиси и кашикари () |
|  |                     |

|  | \| \| Чекићарке () \| \| \| \| \| \| Ципеларке () \| \| \| \| |
|  |                                                               |
|  | Пеликани ()                                                   |
|  |                                                               |
|  | Чекићарке ()                                                  |
|  |                                                               |
|  | Ципеларке ()                                                  |
|  |                                                               |

|  | Чекићарке () |
|  |              |
|  | Ципеларке () |
|  |              |

### Постојеће врсте
Осам постојећих врста пеликана су традиционално дељене у две групе, једну која садржи четири врсте које се гнезде на тлу са углавном белим перјем (аустралијски, далматински, велики бели, и амерички бели пеликан), и групу која садржи четири врсте сивог или смеђег перја, које се углавном гнезде било на дрвећу (розолеђи, тачкасто-кљунасти и смеђи несит), или на морским стенама (перувански пеликан). Углавном морски смеђи и перувански пеликани, који су раније сматрани коспецифичним, се понекад одвајају од других смештањем у подрод Leptopelicanus али заправо постоје врсте са оба типа изгледа и понашања при гнеждењу у сваком.
ДНК секвенцирање митохондријских и нуклеарних гена је произвело сасвим другачије односе; три пеликана Новог света формирају једну лозу, при чему је амерички бели пеликан сестрински са два смеђа пеликана, а пет врста пеликана Старог света другу. Далматински, розолеђи, и тачкасто-кљунасти су сви били блиско сродни један другом, док је аустралијски бели пеликан био њихов следећи најближи сродник. Велики бели пеликан исто тако припада овој лози, али се он први одвојио од заједничког претходника од друге четири врсте. Овај налаз сугерише да су пеликани еволуирали у Старом свету и да су се раширили у Америке, и да је преференција за гнеждење на дрвећу или тлу у већој мери зависна од телесне величине него генетике.
- Смеђи несит

- Перуански несит

- Амерички бели несит

- Ружичасти несит

- Кудрави несит

- Ружичастолеђи несит

- Филипински несит

- Аустралијски несит


## Опис
Крупно тело покривено је белим или бело-ружичастим перјем, а перје за летење на врховима крила је црно или тамно. Дужином тела достиже 175, а распоном крила и 260 cm. Глава је мала, а врат је дугачак. Истиче се дуги, жућкасти кљун, кукаст на врху и који је под вратом проширен у растегљиву кожну кесу. Ружичасто обојене, кратке и снажне ноге имају пловну опну између сва четири прста. На тлу је тром, али веома добро и високо лети. Такође су спретни и у води.

## Исхрана
Храни се рибом, коју лови у заједничком риболову, а храни се и другим воденим животињама. За храном трагају у лету. Када примете плен, слећу на воду и постављају се у полукруг и раширених крила опкољавају преплашене рибе.

## Размножавање
У време парења голе површине коже добијају живе боје: жуту, наранџасту или црвену. Гнездо гради у већим колонијама на тлу у шевару, од рогоза и водених биљака или од грања. Једном годишње снесе два до три бела јаја. Младе хране оба родитеља и то полусвареном храном коју поврате у кесу испод кљуна.

## Станиште
Живи у јатима уз велика језера, мочварне обале, плитке муљевите морске обале или широка речна ушћа. Присутан је на свим континентима, осим Антарктика. У Европи живи у Црној Гори, Румунији, Грчкој и Албанији, али понекад залута до северне Немачке или Шпаније. Селица је, веома је ретка и у Европи је угрожена.

## Занимљивост
Пеликани удишу ваздух на уста, јер немају носне отворе.